# Seplenienie
Seplenienie, sygmatyzm – wada wymowy zaliczana do dyslalii. Polega na nieprawidłowej wymowie niektórych głosek. Seplenienie często ma podłoże psychiczne, może być wynikiem lęku.

## Odmiany
Seplenienie międzyzębowe pojawia się w wieku dziecięcym. Zniekształceniu ulegają głoski: s, z, c, dz. Dziecko wymawia je, wsuwając język między zęby. Język jest spłaszczony, a powietrze rozprasza się po całej jego powierzchni. Wada ta nie ustępuje samoistnie, dlatego wielu dorosłych również ma problem z wymawianiem tych głosek.
Seplenienie boczne występuje, gdy szczelina nie tworzy się wzdłuż środkowej linii języka, ale po częściach bocznych – przy kłach, zębach przedtrzonowych lub trzonowych. Zniekształceniu ulegają wtedy głoski s, z, c, dz, sz, ż, cz, dż, ś, ź, ć, dź.
Seplenienie wargowo-zębowe pojawia się wtedy, gdy język nie bierze udziału w artykulacji. Szczelina tworzy się między dolną wargą a górnymi siekaczami lub między górną wargą a dolnymi siekaczami.
Seplenienie przyzębowe występuje, kiedy ułożenie przedniej części języka zbyt mocno przylega do wewnętrznej strony siekaczy i nie tworzy się na nim rowek.
Seplenienie świszczące to ostre i świszczące brzmienie głosek dentalizowanych (tj. ś, ź, ć, dź; s, z, c, dz; sz, ż, cz, dż) i powoduje ono silny prąd powietrza, który powstał w wyniku utworzenia się głębokiego rowka wzdłuż linii środkowej języka.